# Tizi Hibel
Tizi Hibel (en caractères néo-tifinaghs : ⵝⵉⵣⵉ ⵀⵉⵠⴻⵍ) est un village de Grande Kabylie, situé dans la commune d'Aït Mahmoud, daïra de Beni Douala, dans la wilaya de Tizi Ouzou en Algérie.

## Histoire
Le village Tizi Hibel était habité par la tribu des Aït Mahmoud de la confédération des Aït Aïssi.

## Localisation
Le village Tizi Hibel est limité au nord-ouest par le village de Taguemount Azouz, au nord par le village Taourirt Moussa, et par l'Asif n Taxuxt (ou rivière Takhoukhth) qui alimente le barrage de Taksebt a l'est par le village Agouni Arous.

## Personnalités liées au village
Tizi Hibel est le village natal de l'écrivain Mouloud Feraoun, de l'écrivaine Fadhma Aït Mansour Amrouche, de la chanteuse Malika Domrane, des chanteurs Amar Kobbi et Cherif Hamani, de Georges Dahmar premier kabyle à être ordonné prêtre, du martyr du printemps noir kabyle Massinissa Guermah et de la femme politique française Lydia Guirous.
En visite à Tizi Hibel, le 30 août 1959, le général de Gaulle tient devant les villageois et un aréopage d'officiers supérieurs un discours annonciateur de la volte-face de sa politique algérienne qui prendra forme avec l'annonce le 16 septembre 1959 du droit des algériens à l'autodétermination.